# Aeroportul Regional Oconee County
Aeroportul Regional Oconee County (IATA: CEU, ICAO: KCEU, FAA LID: CEU) este un aeroport din Carolina de Sud, Statele Unite ale Americii ce deservește zona Seneca⁠(d). Aeroportul a fost tranzitat în 2019 de 112 pasageri.
Situat la o altitudine de 271 m, aeroportul dispune de 1 pistă.

## Infrastructură

### Piste
Aeroportul dispune de o singură pistă. Pista 07/25 are suprafața de asfalt și dimensiunile 5.000 picioare × 100 picioare. 